# Teschenhagen
Teschenhagen ist ein Ortsteil der Gemeinde Wendorf und wird durch das Amt Niepars verwaltet. Wendorf gehörte bis 1994 zum Kreis Stralsund-Land, bis 2011 zum Landkreis Nordvorpommern und seit der Kreisgebietsreform in Mecklenburg-Vorpommern zum Landkreis Vorpommern-Rügen.

## Lage
Teschenhagen liegt etwa 4 Kilometer südöstlich der Hansestadt Stralsund. Angrenzende Orte sind Zarrendorf, Zitterpenningshagen, Brandshagen und Devin. In der Nähe befindet sich auch das Naturschutzgebiet Försterhofer Heide und der Findlingsgarten in Zitterpenningshagen.

## Geschichte
Der Ort wurde vermutlich im 13. Jahrhundert gegründet, wie andere Stralsunder Stadtdörfer auch. Nachweisbar ist eine Urkunde, welche die Ritter Johann und Bertold Zitterpennick im Jahre 1303 ausstellten, in der Teschenhagen erwähnt wird.
Ebenso wie Andershof, Devin, Voigdehagen, Wendorf und Zitterpenningshagen wurden die Höfe und Güter des Ortes über die Jahrhunderte hinweg vom Stralsunder Kloster zum Heiligen Geist verpachtet.
Die Geschichte des Ortes ist im Stralsunder Stadtarchiv dokumentiert, viele Quellen stammen vom Kloster zum Heiligen Geist. Bei der Recherche ist Sorgfalt zu wahren, denn viele Quellen im Stadtarchiv beziehen sich auf das gleichnamige Teschenhagen bei Sehlen auf der Insel Rügen.
Am 25. Mai 1303 verkaufen die Brüder Johann und Bertold von Zitterpennick der St. Nikolaikirche zu Stralsund das Torfmoor zwischen Zitterpenningshagen und Teschenhagen und ein Stück Feld daneben zur Erbauung eines Hauses und einen Wasserlauf über ihr Feld. Etwa 18 Jahre später bestätigt Fürst Wizlaw III. der Stadt Stralsund ihre Privilegien und ihren Besitz, betreffend in den Dörfern Devin, Teschenhagen, Zitterpenningshagen, Voigdehagen, Wendorf, Lüdershagen, Vogelsang, Lüssow, Langendorf und Kedingshagen. Die Privilegien sind dieselben wie in früheren Bestätigungen.
In der Mitte des 15. Jahrhunderts, am 14. November 1450, verkauft Albrecht Harteger, ein Stralsunder Ratsherr, an die Kathäusermönche Herr Thimoteus, (Prior), Herr Nicolaus, (Vikar), und Herr Hinricus, (Schaffer), des Klosters Marienehe bei Rostock für 3300 Mark sundisch und 25 Schillinge das halbe Dorf Devin im Kirchspiel Voigdehagen und zwei Höfe zu Teschenhagen, bedingt sich jedoch den Wiederkauf aus. Im Februar 1570 kommt es zur Klage der Brüder Hans und Stefan Loitz gegen Gutzlaff Rotermundt und andere wegen ihres räuberischen Überfalls auf die Dörfer Curtshagen (jetzt: Engelswacht), Ahrendsee, Brandshagen, Teschenhagen, Devin, Lüdershagen, Schmedshagen und Götemitz.
Zwischen 1721 und 1752 wurde der Zipker Damm wiederhergestellt, ebenso die Wege in Brandshagen, Teschenhagen, Ahrendsee, Voigdehagen und ein Weg nach Barhöft Teschenhagen war schon immer sehr von der Landwirtschaft geprägt und daran hat sich auch bis heute nichts geändert. Die Teschenhäger Bürger gingen zur Kirche nach Voigdehagen, wurden dort geweiht, verheiratet oder beerdigt. Die Kinder aus Teschenhagen gingen in die Deviner Schule, eine Schule in Teschenhagen gab es nicht.
Wie oben beschrieben, wurde das Gut Teschenhagen im Laufe der Jahrhunderte immer wieder verpachtet. Wer der letzte Pächter war, ist bisher noch nicht geklärt.
Nach dem Zweiten Weltkrieg werden die Güter in Teschenhagen nicht mehr durch das Stralsunder Kloster zum Heiligen Geist verwaltet. Die Pächter, welchen die Ländereien gehörten, wurden im Zuge der Bodenreform in der sowjetischen Besatzungszone enteignet und das Land wurde später den sogenannten Landwirtschaftlichen Produktionsgenossenschaften zugeführt. Zu DDR-Zeiten wurden die Felder durch die LPG bewirtschaftet, an der ländlichen Prägung des Ortes änderte sich nichts.
Nach der Wende wurde die Ortsumgehung Stralsund gebaut, welche auch in der Nähe von Teschenhagen verläuft. Am 10. Oktober 2003 wurde ein 6,1 km langer Abschnitt der Ortsumgehung zwischen Teschenhagen und dem Knotenpunkt Umspannwerk, der verlegten B 194 und der Verlängerung des Grünhufer Bogens übergeben. 10,8 km der insgesamt 16,5 km langen Umgehung waren damit fertig gestellt. Seit der Grundsteinlegung 1997 wurden in das Projekt 120 Millionen Euro investiert.

## Verkehrsanbindung
Der Ort Teschenhagen liegt in der Nähe der Bundesstraße 96 und dem Zubringer zur Bundesautobahn 20. Einen Bahnanschluss gibt es in Teschenhagen nicht. Der nächstgelegene Bahnhof mit Anschluss an den Fernverkehr ist der Stralsunder Hauptbahnhof, der nächstgelegene Bahnhof mit Regionalverkehr, Zarrendorf.

## Sehenswürdigkeiten
- Naturschutzgebiet Försterhofer Heide
- Findlingsgarten Zitterpenningshagen
- Kirche Voigdehagen